# Большеатмасское сельское поселение
Большеатмасское се́льское поселе́ние — муниципальное образование в Черлакском районе Омской области Российской Федерации.
Административный центр — село Большой Атмас.

## История
Статус и границы сельского поселения установлены Законом Омской области от 30 июля 2004 года № 548-ОЗ «О границах и статусе муниципальных образований Омской области»

## Население
| 2010  | 2011  | 2012  | 2013  | 2014  | 2015  | 2016  |
| ----- | ----- | ----- | ----- | ----- | ----- | ----- |
| 2716  | ↘2705 | ↘2695 | ↗2751 | ↗2763 | ↘2720 | ↘2707 |
| 2017  | 2018  | 2019  | 2020  | 2021  | 2023  |       |
| ↘2700 | ↘2658 | ↘2593 | ↘2580 | ↘2138 | ↘2125 |       |

Гендерный состав
По данным Всероссийской переписи населения 2010 года в гендерной структуре населения из 	2716 человек мужчин — 	1261, женщин — 1455 (46,4 и 53,6 % соответственно).

## Состав сельского поселения
| № | Населённый пункт | Тип населённого пункта       | Население |
| - | ---------------- | ---------------------------- | --------- |
| 1 | Большой Атмас    | село, административный центр | 2033      |
| 2 | Малый Атмас      | деревня                      | 384       |
| 3 | Первый Шаг       | деревня                      | 299       |

## Предприятия
- ЗАО «Большеатмасское»
- СПК «Плодопитомник Черлакский»